# Villaeles de Valdavia
Villaeles de Valdavia – gmina w Hiszpanii, w prowincji Palencia, w Kastylii i León, o powierzchni 20,67 km². W 2011 roku gmina liczyła 67 mieszkańców.